# Østerbygden
Østerbygden er den bygd (spredt bebyggelse), som nordboerne etablerede fra 985 i det sydvestlige Grønland. Bygden bestod af gårde spredt langs kysterne i de nuværende Qaqortoq, Narsaq og Nanortalik kommuner. Sagaerne giver os 190 navne på gårdene, der er fundet over 220  ruiner. Nogle er nok gårde der kun eksisterede kort tid.
Der levede formentlig nogle tusinde nordboere, da der var flest, men i løbet af det 15. århundrede forsvandt nordboerne. Man ved ikke hvorfor de forsvandt, eller hvor de eventuelt rejste hen. Den sidste skriftlige kilde om nordboerne er fra 1410 og omhandler et bryllup i Hvalsey 1408. Udgravningen i 1921 af Herjólfsnes bundfrosne kirkegård, viste at nordboerne fulgte europæisk mode endnu omkring 1450.